# David Tolar
David Tolar (* 20. Januar 1995) ist ein tschechischer Biathlet.
David Tolar startet für Tatran Železná Ruda. Er gab sein internationales Debüt im Rahmen der Sommerbiathlon-Weltmeisterschaften 2013 in Forni Avoltri. Dort kam er an der Seite von Jitka Landová, Lea Johanidesová und Jan Burian im Mixed-Staffelrennen zum Einsatz. Wie Burian noch Junior, konnten sie den slowakischen Männern Matej Kazár und Miroslav Matiaško nichts entgegensetzen und verloren den Kampf um den vierten Rang und wurden Vierte. Nach dem Stehendanschlag musste er eine Strafrunde laufen. Danach nahm er an den Juniorenrennen teil und wurde mit fünf Fehlern 16. des Sprints und mit sechs Fehlern 12. der Verfolgung.